# Merseyside International Open

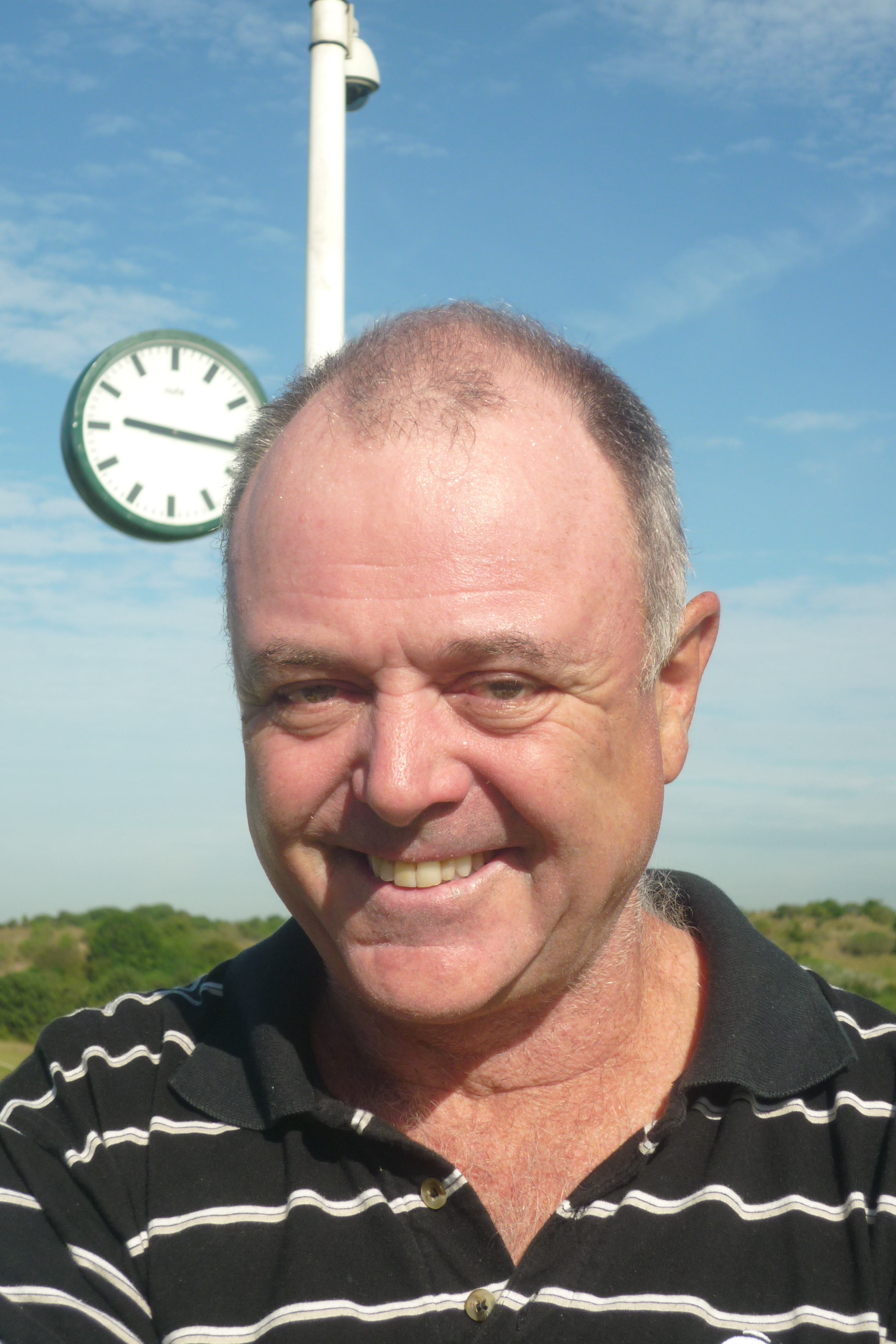
Winnaar Ian Mosey

Het Merseyside International Open was een eenmalig golftoernooi in Engeland. Het maakte deel uit van de Europese PGA Tour van 1980.
Het toernooi werd van 11 tot en met 13 september gespeeld op de Royal Liverpool Golf Club in Hoylake. Het toernooi eindigde met een play-off tussen twee Engelse spelers: Ian Mosey en Tony Jacklin. Er werden maar drie rondes gespeeld, beiden hadden een score gehaald van 222. Ian Mosey won de play-off, hij verdiende € 3500, Jacklin kreeg € 2450.
Er deden 103 spelers mee, inclusief zeven amateurs waarvan zich zes voor de laatste ronde kwalificeerden.